# Haardsteebrug
De Haardsteebrug (brug 1063) is een bouwkundig kunstwerk in Amsterdam-Zuidoost.

## Bouwwerk
De brug in de vorm van een viaduct is gelegen in de Hoogoorddreef, een verkeersader voor gemotoriseerd verkeer (oost-west) in de wijk Zuidoost. Ze overspant het Abcouderpad, een voet- en fietspad dat diezelfde wijk doorsnijdt (noord-zuid). Het viaduct is het resultaat van de scheiding van de verkeersstromen die de gemeente Amsterdam doorvoerde in deze omgeving.
De brug is vernoemd naar de flat en straat Haardstee, die ten zuiden van het viaduct ligt in de H-Buurt. Flat en straat waren op 22 maart 1978 vernoemd naar een boerderij nabij Steenderen toen het viaduct al een decennium bestond. Toch moest het wachten tot 2018 op vernoeming.
Het langgerekte viaduct is ontwerpen door de Dienst der Publieke Werken, de naam van de specifieke architect ontbreekt op de bouwtekeningen. Het gehele gevaarte is van al dan niet voorgespannen beton, er moesten rond 1970 talloze van dit type kunstwerken gebouwd worden; de brug vertoont dan ook gelijkenis met bijvoorbeeld de Frissensteinbrug, brug 1010 en de Hakfortbrug. Een bijzonderheid zijn de veelhoekige brugpijlers.
Het viaduct is dermate lang dat er ruimte was voor sportveldjes, speelattributen en een klimmuur. Deze klimmuur (boulderwall) is niet gebruikt om omhoog of omlaag te klimmen, de klimmer moet zich merendeels horizontaal verplaatsen. De muur kent zes moeilijkheidgradaties van "beginners" tot "gevordenden"; er zijn achttien routes uitgestippeld. Het ontwerp voor de klimmuur uit 2011 is afkomstig van Carve, een bedrijf gespecialiseerd in dit soort objecten.
Direct ten noorden van het viaduct staat Het Zandkasteel, een voormalig hoofdkantoor van de ING Bank.

## Afbeeldingen

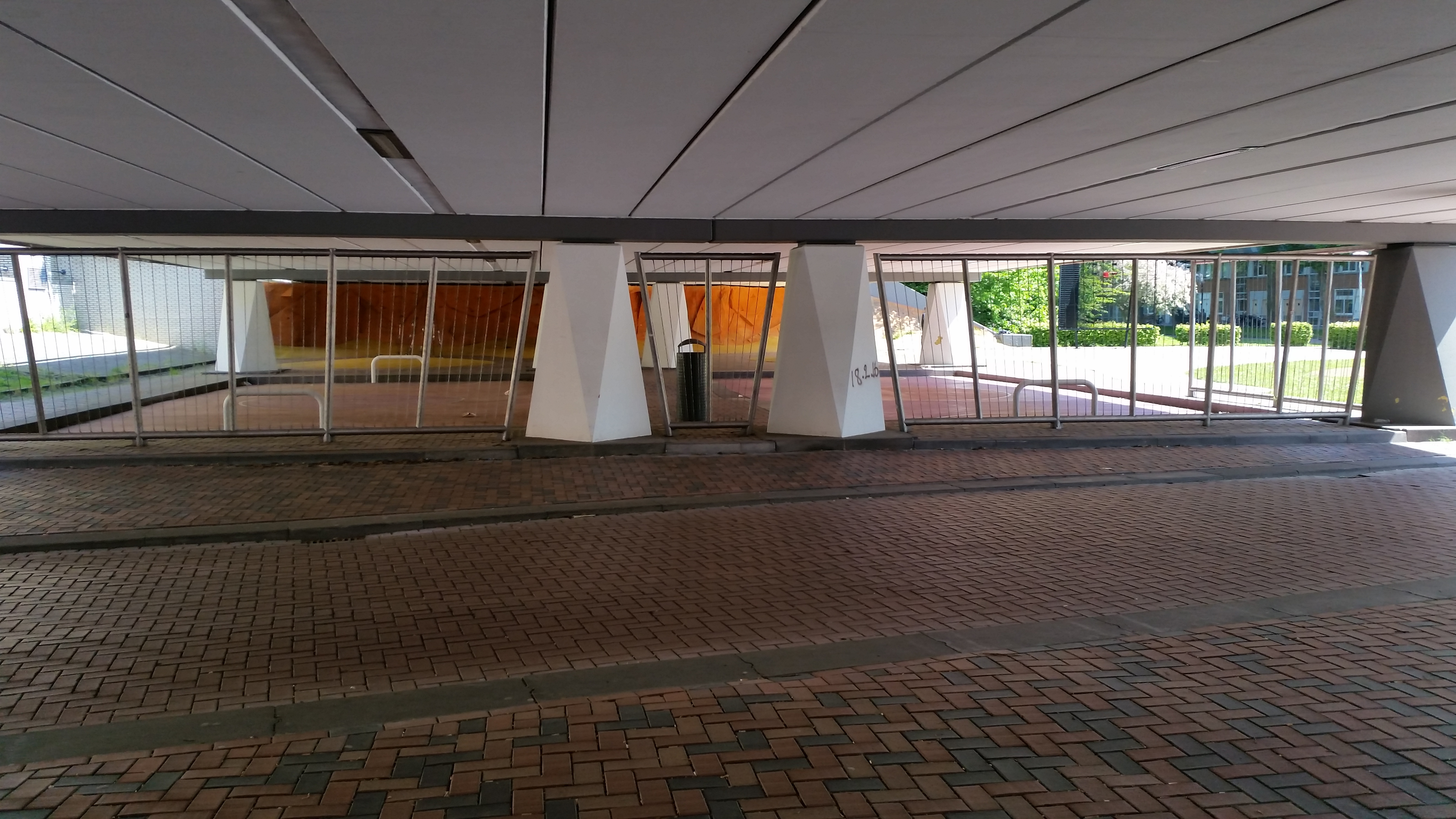
Sportvelden en brugpijlers (mei 2020)
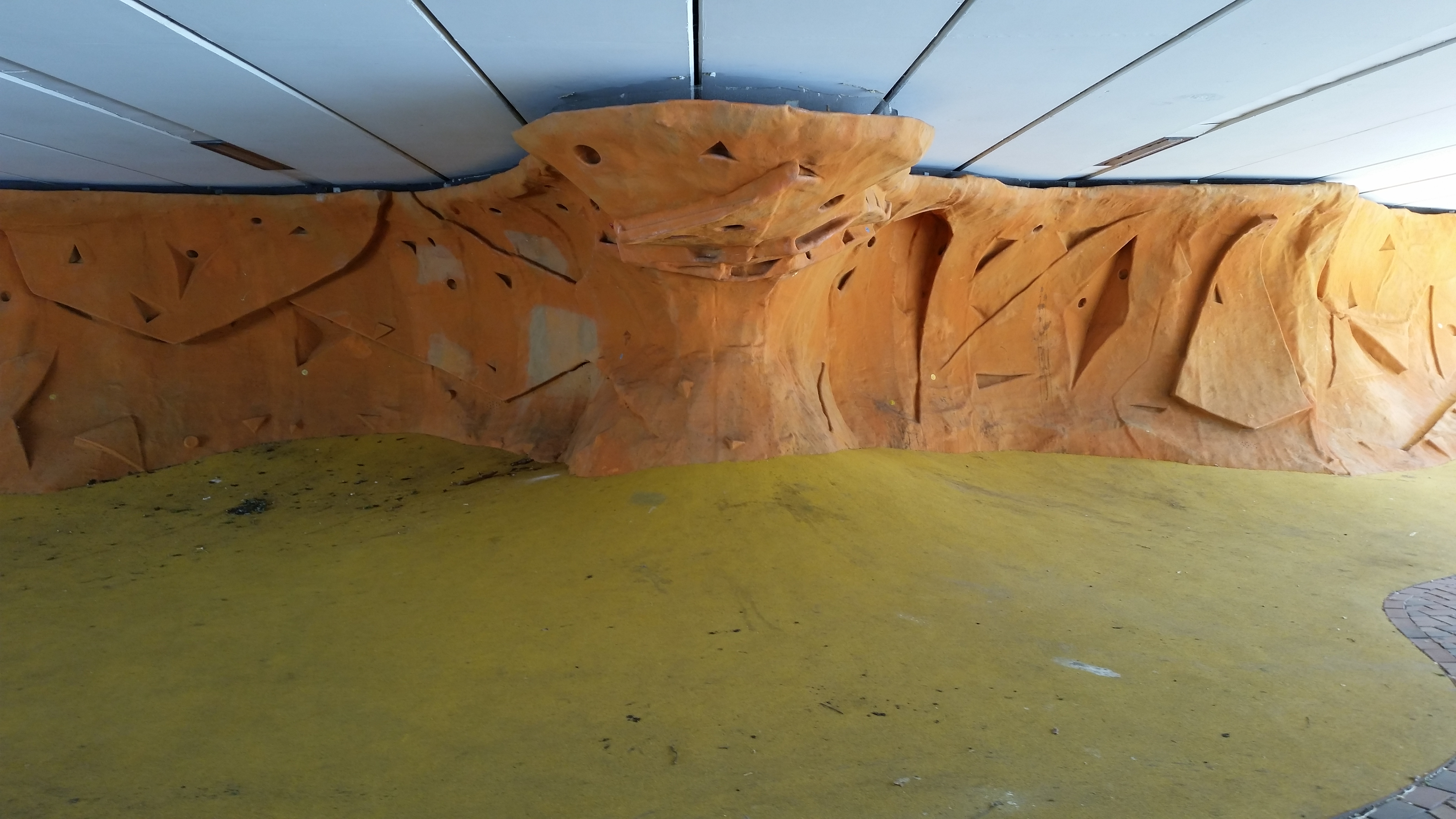
Klimmuur (mei 2020)
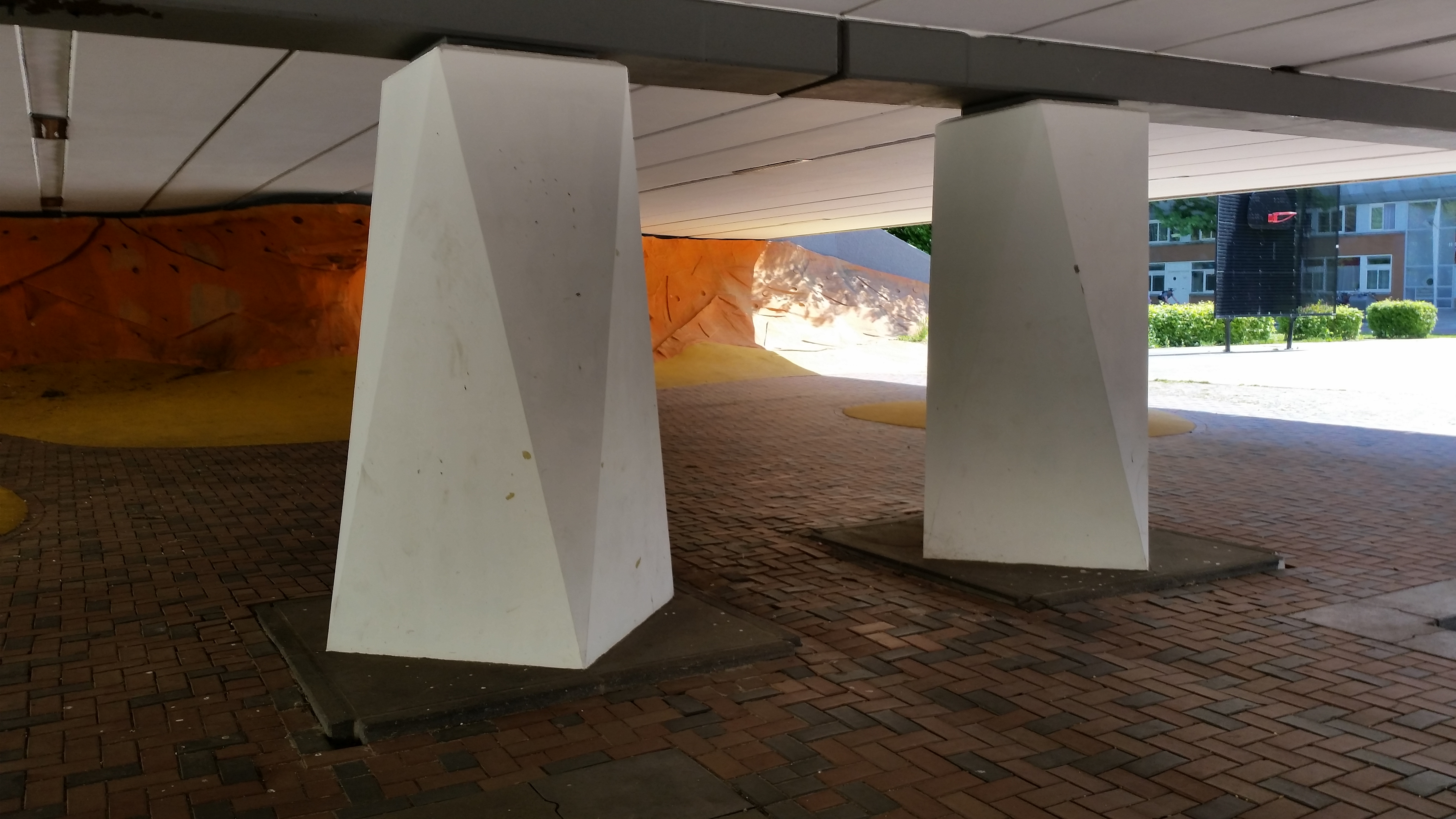
Brugpijlers (mei 2020)
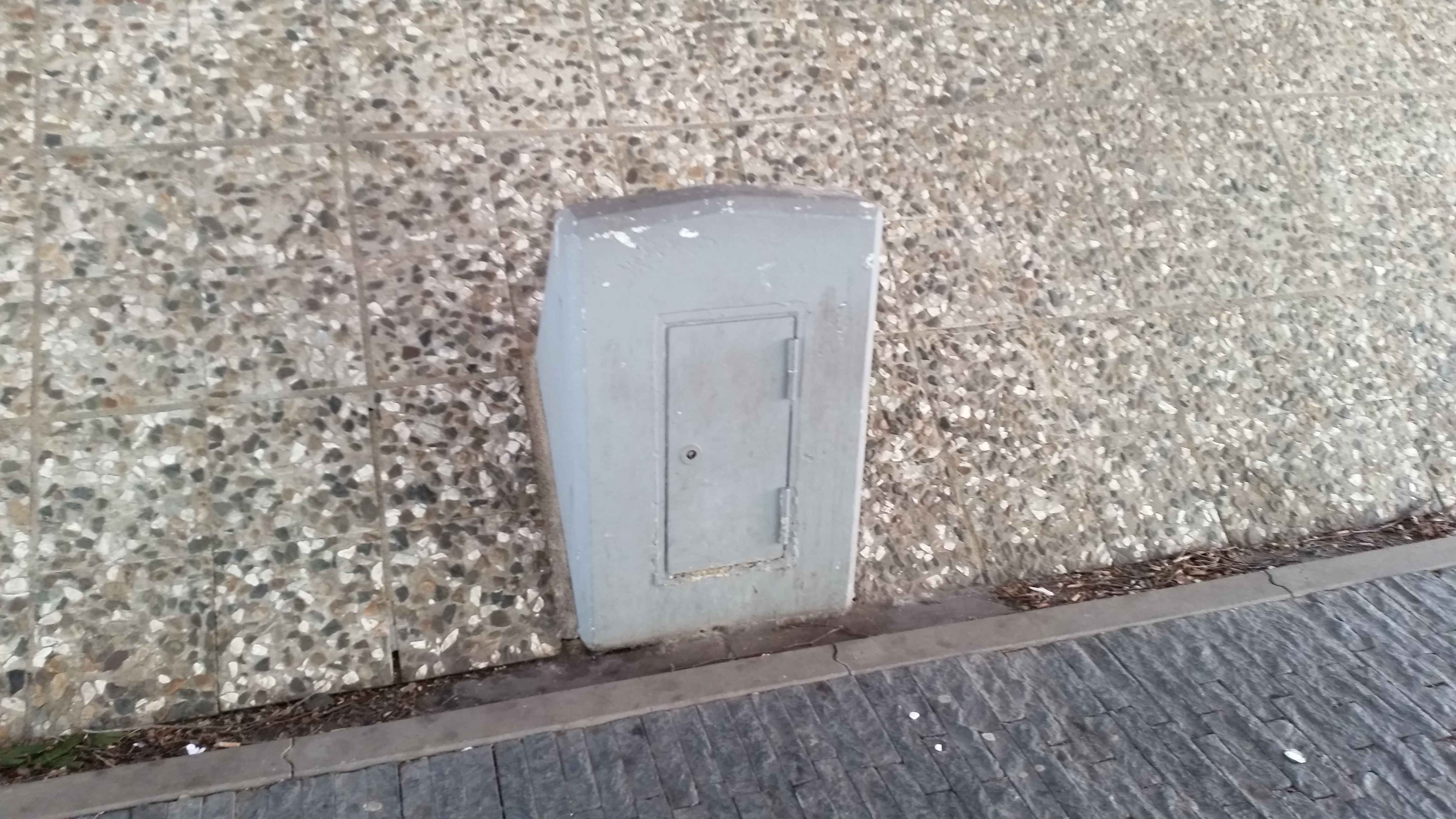
Typisch schakelkastje (mei 2020)

<<< · 1000 · 1001 · 1002 · 1003 · 1004 · 1005 · 1006 · 1007 · 1008 · 1009 · 1010 · 1011 · 1012 · 1013 · 1014 · 1018 · 1028 · 1029 · 1030 · 1032 · 1033 · 1034 · 1035 · 1036 · 1037 · 1038 · 1039 · 1040 · 1041 · 1044 · 1045 · 1046 · 1048 · 1049 · 1050 · 1051 · 1062 · 1063 · 1064 · 1065 · 1066 · 1067 · 1076 · 1077 · 1078 · 1083 · 1090 · 1092 · 1093 · 1094 · 1095 · 1096 · 1097 · 1098 · 1099 · >>>
Brugnummers  1015, 1016, 1017, 1019, 1020, 1021, 1022, 1023, 1024, 1025, 1026, 1027, 1031, 1042, 1043, 1047, 1052/1053 (niet gebouwd), 1054, 1055, 1056, 1057, 1058, 1059, 1060, 1061, 1068, 1069-1075, 1079, 1080, 1081, 1082, 1084-1088, 1089 en 1091 (onbekend) zijn niet meer vergeven. De meesten daarvan zijn gesloopt in verband met sanering Zuidoost. Alle bruggen lagen en liggen in Zuidoost behalve bruggen 1000 en 1002.